# La moglie bizzarra
La moglie bizzarra és una òpera en tres actes composta per Giuseppe Scarlatti sobre un llibret italià d'Alcindo Isaurense. S'estrenà al Burgtheater de Viena l'11 de febrer de 1765 amb el nom de Gli stravaganti, i posteriorment també es representà amb com a La moglie padrona.
A Catalunya, s'estrenà el 1769 al Teatre de la Santa Creu de Barcelona.